# فيث فاي
فيث فاي (بالإنجليزية: Faith Fay)‏ هي ممثلة أمريكية، ولدت في 8 أبريل 1982. بدأت مشوارها المهني سنة 2004.

## مسيرتها المهنية
ظهرت فاي في فيلم Soul Surfer (2011)، القصة الحقيقية للاعبة ركوب الأمواج المحترفة بيثاني هاميلتون. كانت عضوًا متكررًا في فريق عمل مسلسل لوست (2004) على قناة ABC. ظهرت في المسلسل التلفزيوني Beyond the Break (2006) بدور شخصية كارمن في المدرسة الثانوية. ظهرت أيضًا بدور وكيل وكالة المخابرات المركزية ماكنيل في فيلم Tides of War (2005)، وعميلة مكتب التحقيقات الفيدرالي أليس ويلز في الفيلم المستقل Killer TV (2006)، وبدور بيكا في الفيلم المستقل Every Now & Then (2007)، وروماجي في Tengoku de kimi ni aetara (2007) المستند إلى قصة حياة مأساوية لبطل العالم في رياضة ركوب الأمواج الشراعية PWA ناتسوكي إيجيما، وشينكو في 50 First Kisses (2017)، وموانا سيرفر في Hiro to Kiiro: Hawai to Watashi no Pankeiki Monogatari (2018)، وكقائدة في مشاة البحرية الأمريكية في فيلم الأكشن Game On (2019).

## وصلات خارجية
- فيث فاي على موقع IMDb (الإنجليزية)
- فيث فاي على موقع ألو سيني (الفرنسية)
- فيث فاي على موقع أول موفي (الإنجليزية)
- فيث فاي على موقع قاعدة بيانات الفيلم (الإنجليزية)